# 巴特爾菲爾德 (密蘇里州)
巴特爾菲爾德（英語：Battlefield）是位於美國密蘇里州格林縣的城市。

## 人口
根據2020年美國人口普查的數據，巴特爾菲爾德的面積為6.63平方千米，皆為陸地。當地共有人口5990人，而人口密度為每平方千米903人。